# Wathlingen
Wathlingen község Németországban, Alsó-Szászországban, a Cellei járásban. Lakosainak száma 6567 fő (2023. december 31.).

## Földrajza
Wathlingen Wienhausen, Uetze és Nienhagen községekkel határos.

## Testvértelepülések
- Groß Quenstedt
- Villeparisis
- Truszkavec
- Limanowa